# UMF Grindavík (baloncesto)
El Ungmennafélag Grindavíkur (traducido literalmente como Club Juvenil de Grindavík), conocido también como Grindavík o UMFG es la sección de baloncesto masculino del Ungmennafélag Grindavíkur. Tiene su sede en la localidad de Grindavík, Islandia y actualmente juega en la Úrvalsdeild karla.

## Participaciones en competiciones europeas
| Temporada | Competición | Eliminatoria | Adversario | Local  | Visitante | Global  |  |
| --------- | ----------- | ------------ | ---------- | ------ | --------- | ------- |  |
| 1994-95   | Copa Korać  | 1C           | Borås      | 96-108 | 97-105    | 201-205 |  |

## Palmarés

### Títulos
- Úrvalsdeild karla (Ligas de Islandia)

Campeones (3): 1992, 2012, 2013
- Bikarkeppni karla (Copas de Islandia)

Campeones (5): 1995, 1998, 2000, 2006, 2014
- Fyrirtækjabikar karla (Copas de las Empresas)

Campeones (3): 2000, 2009, 2011